# Giambattista Vico

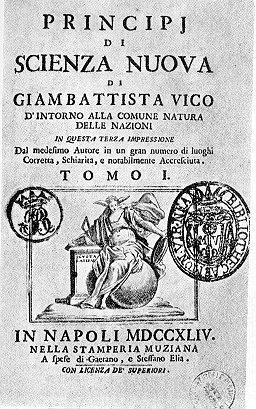
Portada de La scienza nuova

Giambattista Vico o Giovanbattista Vico (23 de juny de 1668-23 de gener de 1744) fou un advocat napolità, filòsof de la història i protosociòleg italià. Notable pel seu concepte de veritat com a resultat del fer (verum ipsum factum).
La seva obra més important és la Scienza nuova, publicada per primer cop el 1725 i després d'ampliacions i reestructuracions, el 1730 i 1744, any de la seva mort.
La gran originalitat del seu pensament ha estat valorada al segle xx mercès a Benedetto Croce.

## Biografia
Malgrat el seu origen humil (era fill d'un llibreter), va estudiar la carrera de dret i fou professor de retòrica durant més de quaranta anys.
Havia aspirat a una càtedra de jurisprudència, més prestigiosa, però s'hagué de limitar a la docència de retòrica, que suposava ingressos més reduïts i que Vico complementà durant anys oferint lliçons privades.
Contribuí de manera notable a la seva formació el paper de preceptor proper del marqués Rocca, en el castell de Vatolla in Cilento, paper que desenvolupà des de 1689 fins a 1695 i que li donà accés a la imponent biblioteca del seu hoste en la qual es trobaven obres de sant Agustí, Ficino, Pico della Mirandola, incloent-hi Giovanni Botero i Jean Bodin, teòrics del dret natural, i Tàcit.
De la seva activitat com a docent, provenen les Sis oracions inaugurals, escrites per a l'obertura dels anys acadèmics que succeïren des de 1699 fins a 1707.
En la seva Autobiografia, publicada el 1725, Vico esmenta com a font inspiradora de la seva Scienza nuova la metafísica sorgida de les idees platòniques, el realisme de l'historiador Tàcit, el mètode inductiu de Francis Bacon, el jurista Hugo Grocio, pel que fa a les relacions entre filosofia i filologia.
El seu propòsit manifest és posar en relació el món ideal amb el real, posant en línia la filosofia -que s'ocupa de la veritat- amb la filologia -que s'ocupa de la certesa com a mètode històric i documental-, en el que concerneix a la investigació de la gènesi ideal del món civil.
Es proposà formular els principis del mètode històric, basant-los en tres premises:
1. Determinats períodes històrics tenen característiques semblants entre si, encara que en varien els detalls.
2. Estableix un ordre en els cicles històrics: força bruta/força heroica/justícia/originalitat enlluernant/reflexió destructiva/opulència, abandonament i malbaratament.
3. La història no es repeteix, no són cicles tancats, més aviat una espiral creixent que crea nous elements.

Les seves tesis sobre la diferent evolució dels períodes històrics influí més endavant en les obres de Montesquieu, Auguste Comte i Karl Marx, així com les seves tesis en l'obra Scienza nuova sobre les diferents visions morals de les societats en el pluralisme d'Isaiah Berlin.

## Obra
És autor de:
- Principis de la filosofia de la història.
- Principi d'una scienza nuova intorno alla natura delle nazioni (1744) (Principis de ciència nova al voltant de la naturalesa de les nacions).

## El principi delverum-factum
El punt de partença de la filosofia de Vico és la qüestió de la veritat, que per a Descartes era oferta a l'ésser humà dins de l'àmbit d'aquelles idees clares i distintes que li resultaven "evidents".
Vico s'ha d'oposar amb fermesa a aquesta concepció racionalista que, en la seva manera de veure, es desentén de la creativitat, que constitueix la facultat més pròpiament humana. Així, segons la seva cèlebre afirmació, "Verum et factum reciprocantur seu convertuntur": això és, el veritable i el fet es converteixen l'un en l'altre i coincideixen.
És aquest el principi de la filosofia de Vico, el que estableix el nexe entre la veritat i la producció, segons el qual l'única veritat que pot ser coneguda radica en els resultats de l'acció creadora, de la producció.
Per això, a més a més, solament Déu coneix la totalitat del món, en tant que el crea contínuament; a l'ésser humà només li està reservat el lloc més humil de demiürg de la història i artífex del seu propi destí, i són la història i la seva vida els únics objectes possibles del seu coneixement en tant que són productes seus. De la mateixa manera, l'altre camp en què pot assolir la veritat és el de la matemàtica, de la qual, en cert sentit, també és productor.

## Visió de la història
Tota la seva doctrina, tots els seus punts de vista al voltant del coneixement i de la història, són elaborats en oposició al cartesianisme -com quedà dit-, i a la concepció del seu temps, que feia de la física la ciència paradigmàtica. El seu enfocament segons el qual l'ésser humà pot conèixer, en propietat, el que és producte del seu fer, el du a sostenir que la natura, obra divina, pot ser pensada, però no "entesa". Només Déu, que ho ha fet tot, pot tenir una comprensió total de tot.
Les coses que l'ésser humà fa són la matemàtica i la història, i ambdues són l'orbe en el qual el coneixement humà pot moure's, en propietat. La història -posició molt allunyada a la seva època històrica- és el veritable àmbit humà.
Hi ha una història ideal disposada per la providència, al voltant de la qual es mouen les històries particulars. El camí és llavors diví, i segueix la repetició de tres edats successives. L'edat divina, que és teocràtica i sacerdotal. L'edat heroica, guanyada per l'arbitrarietat i la violència. L'edat humana, raonable i moderada.
Cadascuna d'aquestes edats, també considerades com de la infantesa, la joventut i la maduresa, contenen una unitat d'estil i una coherent correspondència en totes les formes de les seves manifestacions, des de les estructures de govern fins als modes d'expressió.
El fet que una història particular recorri les tres etapes, finalitzant en l'edat humana, no significa que es tanqui, como avui s'anomena, com "la fi de la història". O com l'apocalipsi de sant Agustí. La vida humana vol perdurar i persegueix un continu renaixement dels pobles.

## Influència
Aquesta actitud doctrinal del filòsof és prou sorprenent en un període en què el pensament cartesià no era un pensament més entre d'altres. El pensar de Vico és un pensament que només molt de temps després fou reconegut. L'enfocament de la ciència física no pot arribar al fons d'allò real. I en aquest reconeixement de la importància d'allò històric, Vico s'anticipa a l'esperit del romanticisme.
Però si bé hi ha temàtiques una mica afins entre la seva doctrina i les de Hegel, Marx, Comte, Oswald Spengler, Vico se'n diferencia en el fet que no hi ha un tancament o clausura final de la història. En Hegel, la història finalitza amb el desenvolupament absolut de la Idea, en la seva culminació en l'estat prussià, o, dit grollerament, en ell mateix. En Marx, en la instal·lació del comunisme, després de la dictadura del proletariat que instaura el socialisme. En Comte, amb la maduresa de la humanitat, fins a l'arribada a l'estadi positiu. En Spengler, en la decadència final d'Occident.
La concepció de Vico presenta més semblances amb les posicions de Fichte i Schelling, i encara més amb la visió circular que és pròpia de les filosofies orientals, segons les quals en la història no es verifica un autèntic progrés, sinó, contràriament, un retorn dels cicles sempre iguals.